# Танкобон
Танкобон (яп. 単行本 танко:бон, «отдельно идущая книга») в Японии — формат издания книг (105×173 мм). Танкобон обычно представляет собой отдельную, не входящую в серию книгу, как правило, выполненную в мягкой обложке, хотя бывают и исключения.

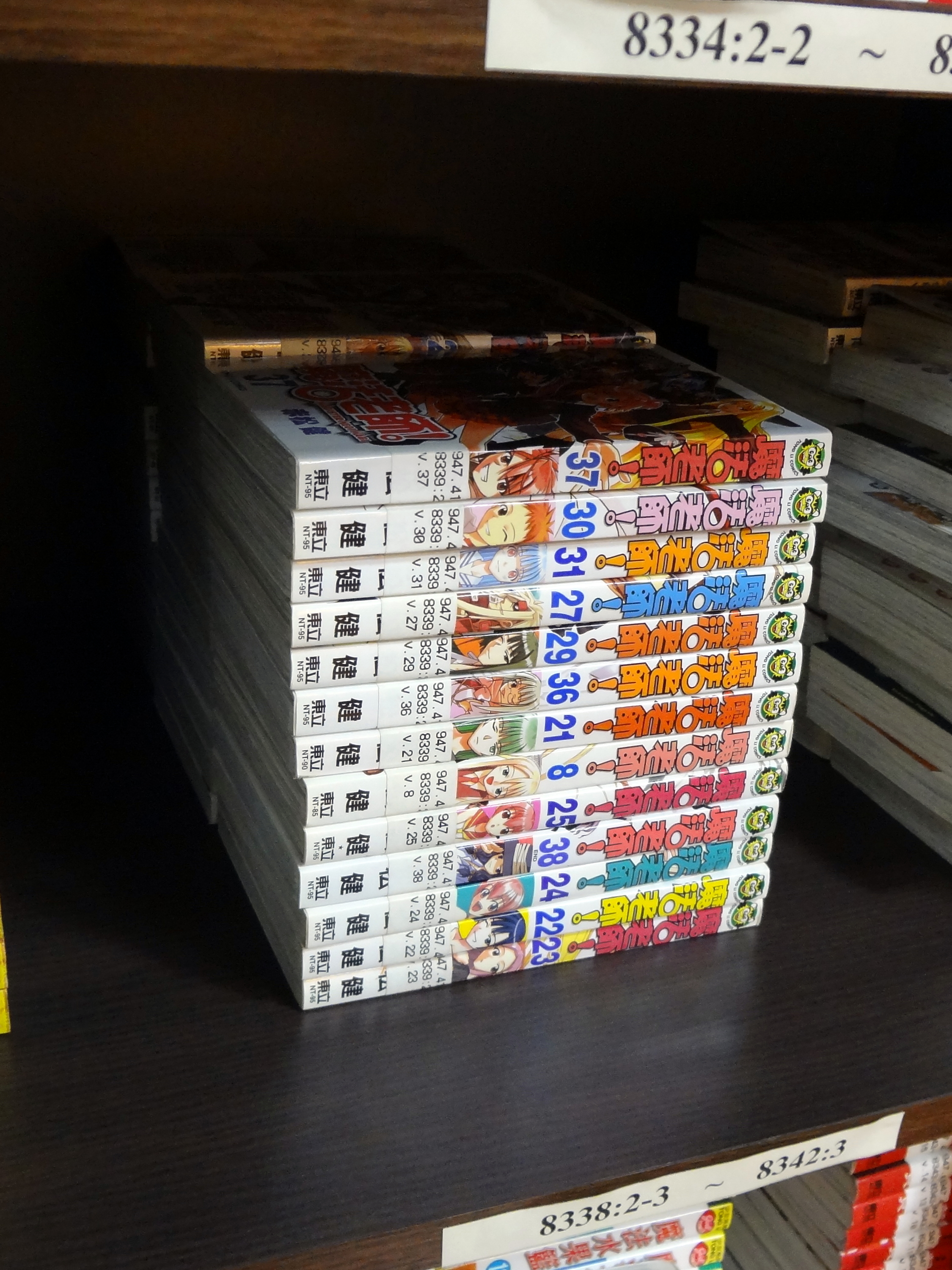
Стопка танкобонов манги

Применительно к ранобэ и манге термин «танкобон» может также использоваться для обозначения сборника глав одного произведения, в противовес еженедельным журнальным изданиям, в которых публикуется множество отдельных глав различных историй от разных авторов. Такие танкобоны насчитывают 200—300 страниц, имеют размер с обыкновенную книгу карманного формата, мягкую обложку, более качественную, нежели в журналах, бумагу, а также комплектуются суперобложкой. Существует как манга, сразу вышедшая в виде танкобонов, так и никогда в виде томов не выходящая. Обычно манга публикуется по главам в журналах, а затем наиболее популярная манга печатается в формате танкобона.
Наиболее успешную мангу выпускают в виде айдзобана (яп. 愛蔵版 айдзо:бан) — специального издания для коллекционеров. Айдзобаны издаются ограниченным тиражом, на высококачественной бумаге и снабжаются дополнительными бонусами: футляром, другой обложкой, цветными страницами и т. п. Иногда как синоним айдзобана используют также термин кандзэмбан (яп. 完全版, «полная версия»).
Существует также синсобан (яп. 新装版 синсо:бан, «новая редакция») — перевыпуск манги с новой обложкой, дополнительными цветными страницами.